# Hallomenus serricornis
Hallomenus serricornis is een keversoort uit de familie winterkevers (Tetratomidae). De wetenschappelijke naam van de soort werd in 1878 gepubliceerd door John Lawrence LeConte.